# جائزة ألمانيا الكبرى 1968
جائزة ألمانيا الكبرى 1968 هو سباق فورمولا 1 أقيم بتاريخ 4 أغسطس 1968 في حلبة نوربورغرينغ، ألمانيا الغربية. كان الثامن من أصل 12 في بطولة العالم لسباقات الفورمولا واحد موسم 1968. حلّ البريطاني جاكي ستيورات أولا بينما جاء البريطاني غراهام هيل في المركز الثاني.